# Stanisława Zawadzka

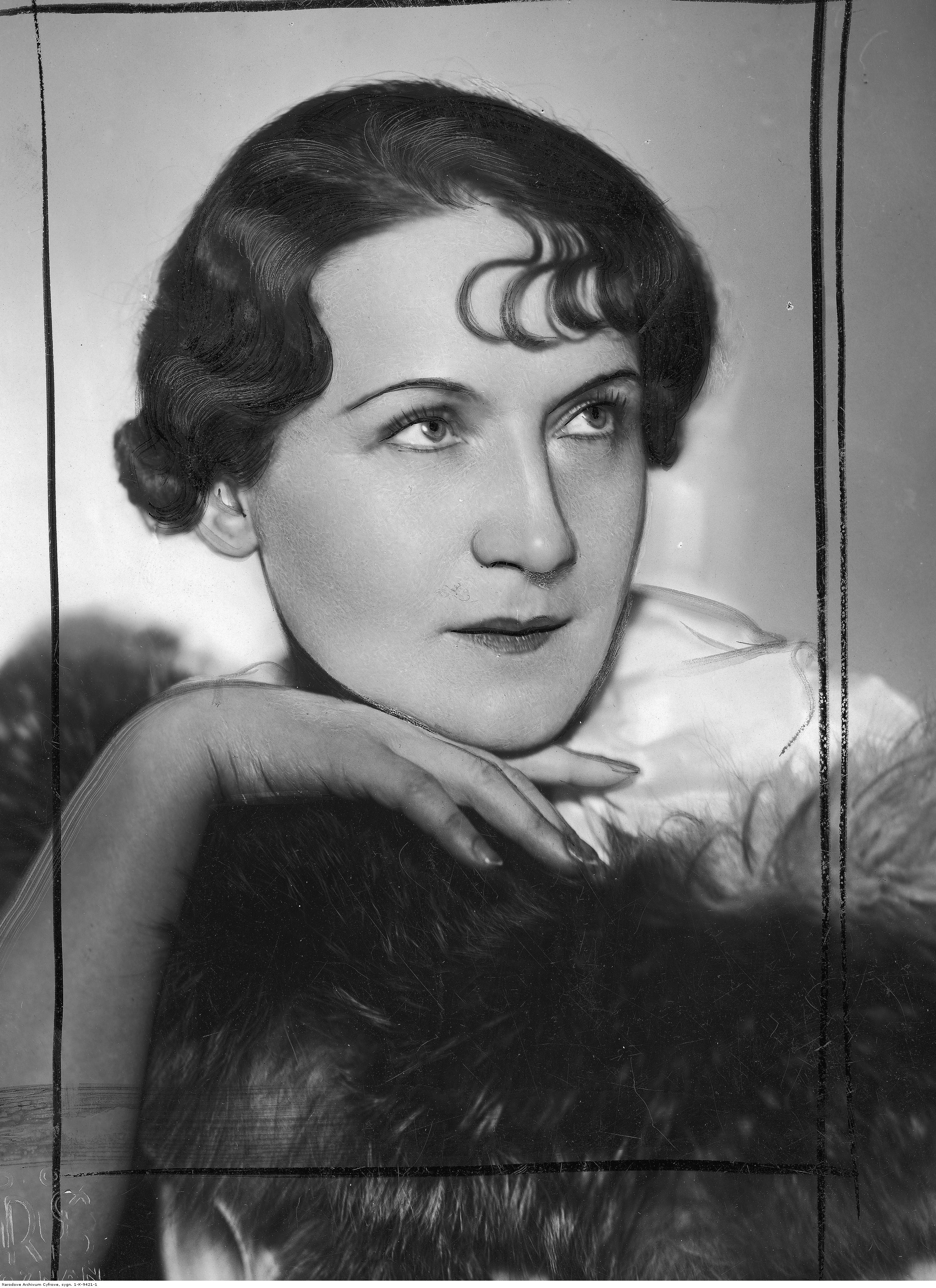
Stanisława Zawadzka, 1936

Stanisława Agata Zawadzka (Stani Zawa(d)ska; * 5. Februar 1890 in Warschau; † 21. Juli 1988 in Skolimów) war eine polnische Opernsängerin (Sopran) und Gesangspädagogin.
Zawadska besuchte in Warschau das Institut der Emilia Szteinbokówna und begann dann ein Medizinstudium in Sankt Petersburg. Ab 1910 nahm sie dort Gesangsunterricht. 1916 schloss sie ihr Studium als Ärztin ab. 1918 debütierte sie (vermutlich in Russland) als Sängerin in der Oper Cavalleria rusticana. Als Militärärztin nahm sie unter General Lucjan Żeligowski am russischen Bürgerkrieg gegen die Bolschewiki teil, bevor sie 1919 nach Warschau zurückkehrte.
Dort erhielt sie 1920 ein Engagement an der Nationaloper, arbeitete aber gleichzeitig auch im bakteriologischen Labor des Ujazdowski-Krankenhauses. 1921 ging sie nach Italien, wo sie Unterricht bei den Pädagoginnen Emilia Corsi und Luisa Cortesi nahm, die Theaterschule von Teresa Boetti-Valvasoura besuchte und als Sängerin in La Spezia und Palermo  unter Leitung u. a. von Franco Capuana, dem späteren Direktor der Oper von Rom und von Antonio Guarnieri auftrat. 1923 sang sie in Warschau zweimal die Aida unter der Leitung von Emil Młynarski.
Es folgten im gleichen Jahr zahlreiche weitere Auftritt in Italien (u. a. in Ferrara, Venedig, am Teatro La Fenice, in Bologna). Nach Gastspielen in Kairo und Alexandria gastierte sie in den Niederlanden und Spanien und galt Ende der 1920er Jahre als ein Star der italienischen Opernszene. 1927 trat sie in dem 25.000 Zuhörer fassenden Amphitheater von Verona auf und sang unter der Leitung von Antonio Guarnieri die Sopranpartie in Beethovens Neunter Sinfonie.
1929 wurde sie in das Ensemble der Mailänder Scala aufgenommen. Sie trat dort u. a. an der Seite von Jan Kiepura auf und sang mit dem Ensemble an der Covent Garden Opera die Alicia in Verdis Falstaff. In den 1930er Jahren umfasste ihr Repertoire etwa dreißig der bedeutendsten Opern aus Italien, Frankreich, Russland und Deutschland, dazu sechzehn Opern polnischer Komponisten.
Nachdem sie seit ihren Hauptwohnsitz in Mailand gehabt hatte, ging sie 1935 nach Posen und wurde dort Solistin am Teatr Wielki unter Leitung von Zygmunt Latoszewski. Hier wirkte sie u. a. an der Aufführung von Ludomir Różyckis Oper Beatrix Cenci und der polnischen Erstaufführung von Francesco Cileas Oper Adriana Lecouvreur mit und sang die Elsa in Richard Wagners Lohengrin (1936), die Sélika in Giacomo Meyerbeers Die Afrikanerin (1937)  sowie die Titelrollen in La Gioconda (1938) und Turandot (1939). In Warschau trat sie 1935 am Teatr Wielki als Aida unter der Leitung von Jascha Horsenstein auf und gab 1936 und 1938 Konzerte mit dem Polnischen Rundfunk-Sinfonieorchester unter Grzegorz Fitelberg.
Während der Besatzungszeit trat Zawadzka nicht auf und unterrichtete Gesang in Warschau. Ihr erstes Konzert mit Opernarien gab sie im Juni 1945. Bis 1948 war sie Solistin an der Posener Oper. Von 1945 bis 1950 leitete sie eine Gesangsklasse an der Krakauer Musikhochschule, danach unterrichtete sie wieder in Warschau. Zu ihren Schülerinnen zählten u. a. die Schwestern Stefania und Halina Woytowicz, Ada Lenczewska, Maria Taszowska, Janina Lipkowska, Anna Vranowa und Alicja Okońska. 1960 verlieh ihr General Aleksander Zawadzki als Staatsratsvorsitzender der Volksrepublik Polen das Offizierskreuz, 1981 des Staatsratsvorsitzende Henryk Jabłoński das Komturkreuz des Ordens Polonia Restituta.